# Distretto di Katni
Il distretto di Katni è un distretto del Madhya Pradesh, in India, di 1 063 689 abitanti. È situato nella divisione di Jabalpur e il suo capoluogo è Murwara (detta anche Katni).